# Японский скворец
Японский скворец, или краснощёкий скворец (лат. Agropsar philippensis) — небольшая перелётная птица из семейства cкворцовых, отряд воробьинообразные. Для России является относительно новым видом: распространён спорадически на юге Сахалина и на южных Курилах (до Итурупа включительно). К ним также относятся и другие довольно редкие субтропические виды юга российского дальневосточного архипелага: японская белоглазка, рыжий воробей, тиссовая синица, японский зелёный голубь, утка-мандаринка. Из-за небольшой плотности и малоизученности японский скворец внесен в Список редких охраняемых птиц Дальнего Востока России, а также в Красную книгу МСОП.

## Ареал
В естественной среде летом гнездится в северной части субтропиков Восточной Азии, включая Японию (где является одним из распространённых видов архипелага), Китай, в России — острова Сахалин, Монерон, южные Курилы до Итурупа включительно. Относительно нередок лишь на o. Кунашир. Зимой улетает на Борнео, Тайвань и Филиппины.

### Японский скворец в России
В России краснощёкий скворец в небольшом количестве встречается на крайнем севере своего ареала — в зоне так называемых снежных субтропиков, на юге о. Сахалин южнее перешейка Поясок, отмечен также и на острове Монерон. Более плотно гнездится на южных Курильских островах Кунашир, Итуруп и Шикотан куда прилетает с Хоккайдо. На Сахалине вид редок: в 1970—1980-х годах спорадически отмечались лишь одиночные гнездящиеся пары, хотя залётные птицы не так уж редки. На Кунашире наблюдения за видом ведутся с 1963 г., когда в долине р. Тятина в пойменном лесу плотность вида достигла 8 — 10 пар на 1 км маршрута. При этом на окраине пос. Менделеева на обследованной площади размером 6 км² гнездилось 15 пар. В Россию прилетают в мае, яйца откладывают в июне, улетают в сентябре. Вид насекомояден. В кладке 5—6 яиц. Слётки были встречены на Итурупе В. А. Нечаевым в конце июля. Выводки из 3—6 молодых птиц наблюдались на полуострове Крильон на более суровом Сахалине во второй половине августа, а на более тёплом Кунашире — уже в конце июля. Осенью стайки птиц по 6 — 10 особей откочёвывают на юг.

## Образ жизни
Японские скворцы терпимо относятся к антропогенным ландшафтам: встречаются на окраинах населённых пунктов. Избегают глухих темноховойных лесов. Могут гнездятся в хозяйственных постройках, в дуплах и скворечниках в парках, но также их можно найти в пойменных лесах, просеках. Питаются насекомыми.